# Abyssascidia millari
Abyssascidia millari är en sjöpungsart som beskrevs av Monniot 1971. Abyssascidia millari ingår i släktet Abyssascidia och familjen högermagade sjöpungar. Inga underarter finns listade i Catalogue of Life.